# Luis de Zúñiga y Requesens
Pour les articles homonymes, voir Zúñiga.
Lluís de Requesens i de Zúñiga (Barcelone, 25 août 1528 - Bruxelles, 5 mars 1576) fut gouverneur des Pays-Bas espagnols.
Il fut le mentor de don Juan d'Autriche dans plusieurs guerres et jusqu'à Lépante (1568-71).

## Biographie
Courtisan et diplomate, il s'attira les bonnes grâces de Philippe II en 1563 comme émissaire à Rome. Promu en 1568 lieutenant-général, il fut chargé par le roi d'assister Jean d'Autriche au cours de la répression de la Révolte des Alpujarras puis à la bataille de Lepante, et de contenir le tempérament fougueux de ce prince, dont le monarque se défiait.
Philippe II, dont il avait su gagner la confiance, l’éleva au rang de Grand-commandeur de Castille et même, en 1572, le nomma gouverneur de Milan (un poste habituellement réservé à la plus haute noblesse). Il gouverna avec modération à ce poste, bien qu'il se heurtât violemment à l'archevêque Charles Borromée.
En 1573, il remplaça le duc d'Albe dans le gouvernement des Pays-Bas pour y apaiser la situation. Il y essaya une politique modérée, mais dut faire face à des difficultés insurmontables. Après quelques alternatives de succès et de revers dans sa lutte contre les États Généraux et Louis de Nassau, frère de Guillaume Ier d'Orange-Nassau, il mourut de maladie au siège de Zierikzee, en 1576. Son disciple, Don Juan d'Autriche est nommé pour lui succéder et gagne les Pays-Bas en traversant la France hostile déguisé en valet pour arriver finalement à Marche-en-Famenne où il est empêché d'aller à Bruxelles par la présence des troupes des États Généraux en rébellion.
|                                                                                                   |
| Pour l’Histoire de la guerre des Païs-Bas, du R.P. Famien Strada traduite par P. Du Ryrer (1727). |

|                                                                              |
| Par Carlos Múgica y Pérez pour l’Historia de la Marina Real Española (1854). |

## Note
1. 1 2   (en) « Requesens, Luis de Zuniga y », dans Encyclopædia Britannica [détail de l’édition], 1911 (lire sur Wikisource).

## Source
Marie-Nicolas Bouillet  et Alexis Chassang (dir.), « Luis de Zúñiga y Requesens » dans Dictionnaire universel d’histoire et de géographie, 1878 (lire sur Wikisource)